# Tamte dni, tamte noce (powieść)
Tamte dni, tamte noce (ang. Call Me by Your Name) – amerykańska powieść, napisana przez profesora André Acimana. Opowiada historię Elia oraz Oliviera, którzy zakochują się w sobie podczas letnich wakacji. Została wydana po raz pierwszy w 2007 nakładem Farrar, Straus and Giroux. W 2017 powstał film na podstawie powieści, a w październiku 2019 ukazała się kontynuacja książki, pod tytułem Znajdź mnie.
Polska wersja pojawiła się nakładem wydawnictwa Poradnia K, w tłumaczeniu Tomasza Bieronia, 3 października 2017 roku.

## Fabuła
Włochy, 1983 rok. Elio Perlamn jest utalentowanym muzycznie i literacko, 17-letnim chłopcem, spędzającym wraz z rodzicami wakacje na włoskiej prowincji w wynajętym domku letniskowym. Jego matka jest Włoszką, ojciec zaś amerykańskim Żydem oraz profesorem archeologii na Uniwersytecie w Rzymie. Wbrew zdaniu Elio, na miesiąc wprowadzić do nich ma się Oliver Tommy, 24-letni student z USA, któremu Jonny Perlman, ojciec Elio, za pieniądze ma pomóc w pisaniu pracy dyplomowej.
Podczas pierwszego spotkania Elio i Oliver nie przypadają sobie zbytnio do gustu, pomimo tego decydują się wybrać razem do klubu nocnego w mieście. Tam Oliver kokietuje Elio, kilkukrotnie łapie go za krocze, za ostatni razem powodując u chłopaka wytrysk. Następnego dnia, gdy Elio który nagle uświadomił sobie swoją homoseksualną orientację pyta Olivera o sytuację z wczorajszego wieczoru, ten odpowiada jedynie, że ''to była tylko zabawa''. Elio jest wściekły, zaczyna szarpać Amerykanina, ten jednak rozbija mu nos.
Przez następne dwa tygodnie Elio zupełnie ignoruje Olivera, który wraz z ojcem chłopaka większość czasu spędzają na pisaniu pracy o archeologii z okresu starożytnego Rzymu. Pewnej nocy pijany Tommy przychodzi do pokoju młodego Perlmana i całuje się z nim. Młodzi mężczyźni uprawiają seks analny, co powoduje wstyd u Elio.
Następnego dnia Oliver rankiem wyjeżdża z powrotem do Stanów Zjednoczonych, a Elio rozpacza z powodu rozstania...

## Odbiór

### Recenzje
Agregator opinii, Book Marks, zgłosił zero negatywnych recenzji i brak mieszanych, co wskazuje na niezwykle pozytywny odbiór powieści. Stacey D'Erasmo pisząc dla The New York Timesa nazwał Tamte dni, tamte noce wyjątkowo piękną książką. Charles Kaiser z Washington Post napisał: „Jeśli kiedykolwiek byłeś chętną ofiarą obsesyjnej miłości – siły większej niż ty, która pociąga cię nierozerwalnie w kierunku obiektu twojego pragnienia – rozpoznasz każdy niuans wspaniałej nowej powieści André Acimana, Tamte dni, tamte noce.”
Na początku listopada 2019 książka zdobyła średnią ocenę 7,5/10 na portalu Lubimy Czytać na 2278 ocen. Na jej temat napisano 326 opinii.

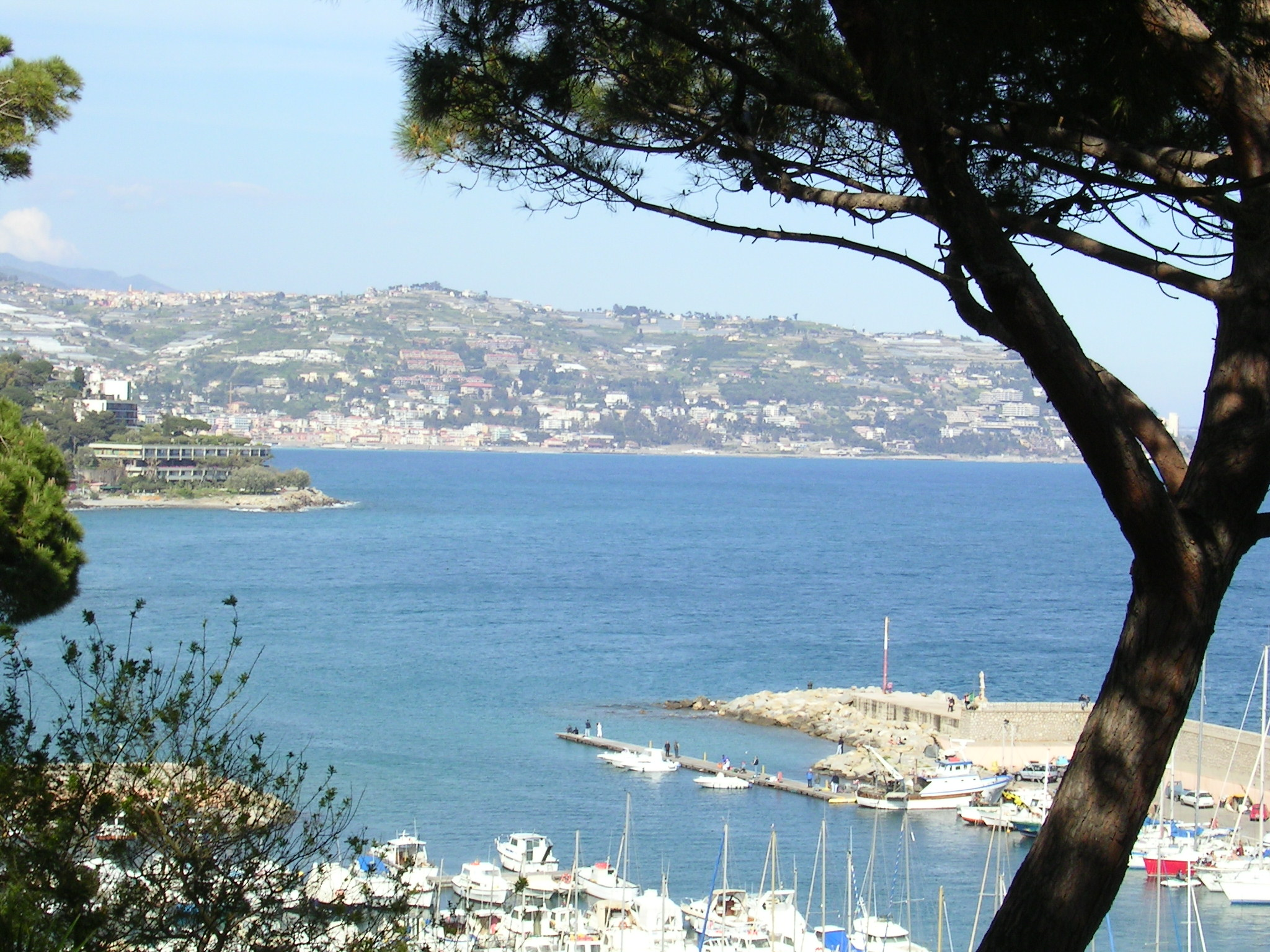
Akcja powieści rozgrywa się w mieście Bordighera.

### Sprzedaż
Według Nielsen BookScan 19 lutego 2018 książka sprzedała się w nakładzie 33 376 egzemplarzy za 252 675 £ w Wielkiej Brytanii. Na początku listopada 2017 sprzedaż książki wzrosła z 618 sprzedanych egzemplarzy do 1164 egzemplarzy, co stanowi wzrost o 88% w stosunku do poprzedniego tygodnia.
3 listopada 2019 powieść znajdowała się na 71 miejscu Tom100 bestsellerów sklepu Empik w kategorii literatura obyczajowa.

### Nagrody
W trakcie 20 rozdania Lambda Literary Award powieść zdobyła nagrodę w kategorii Gay Fiction.